# Hermann Stern (Kirchenmusiker)
Hermann Stern (* 8. November 1912 in Abetifi, Ghana; † 9. Januar 1978 in Hohengehren) war ein evangelischer Kirchenmusiker, Komponist und der erste Landeskirchenmusikdirektor in der Geschichte der Evangelischen Landeskirche Württemberg.

## Leben
Aufgewachsen ist Hermann Stern als Kind eines Missionars der Basler Mission in Ghana. Stern erlernte dann in Stuttgart zunächst den Lehrerberuf, arbeitete aber ab 1936 als Kirchenmusiker (Organist und Chorleiter) in Ebingen, von wo aus er im Juni und Juli 1938 auf seinem Motorrad zusammen mit Martin Friedrich Jehle (Leiter des Ebinger Musikhauses Johannes Jehle) ins Sudetenland, nach Prag und weiter bis Rumänien reiste.
Zum 1. April 1940 ging er als Landesjugendsingwart nach Stuttgart, wo er später als Obmann des Verbandes evangelischer Kirchenchöre und als Kirchenmusikdirektor in Württemberg wirkte. Zuletzt war er Landeskirchenmusikdirektor der Evangelischen Landeskirche in Württemberg, der erste, dem 1973 dieser Titel übertragen wurde.
Seine Übersicht über Bibeltextvertonungen aus dem Jahre 1972 gab einen Überblick über alle wesentlichen Vertonungen von Bibelworten.

## Werke
- Durchs Kirchenjahr. Sätze für kleinen Singkreis; Ebingen: Johannes Jehle [frühestens 1947] (mit frz. Besatzungs-Autorisation), 28 S.
- Singet und spielet. Choräle für Einzelstimmen und Instrumente; Ebingen: Johannes Jehle [frühestens 1947] (mit frz. Besatzungs-Autorisation), 20 S.
- Kleines Chorheft; Ebingen: Johannes Jehle [1948] (mit frz. Besatzungs-Autorisation), 22 S.
- Der 23. Psalm. Geistliches Konzert für 2 Singstimmen; Ebingen: Johannes Jehle [1948] (mit frz. Besatzungs-Autorisation), 8 S.
- Der Choral im Kanon; Ebingen: Johannes Jehle 1948, 14 S. + eingelegtes Textblatt
- Kirchenlied im Kanon. Sätze für 3stimmigen Chor und Instrumente ad lib.; Stuttgart-Hohenheim: Hänßler 1963, 80 S.
- Liederheft zum Mädchentag 1953 in Württemberg. Zusammengestellt von Hermann Stern. Herausgegeben vom Evang. Mädchenwerk in Württemberg. Zu beziehen durch die Schriftenniederlage des Evang. Jugendwerks, Stuttgart, 14 S.; enthält 18 nummerierte Lieder und Kanons, davon 17 nummeriert, die Sätze 12, 13, 15 und 16 stammen von anderen Komponisten (Hans-Arnold Metzger, Walter Kiefner, Paul Ernst Ruppel und Erich Gruber), die restlichen 14 Sätze und Kanons von Hermann Stern
- Das Kirchenlied in kleiner Besetzung; Stuttgart-Hohenheim: Hänssler Verlag 1967 (Bausteine für den Gottesdienst Reihe XIX Heft 5), 40 S.
- Entfaltetes Gemeindelied. Kirchenliedsätze für Offenes Gemeindesingen; Neuhausen-Stuttgart: Hänssler Verlag 1975 (Hänssler-Edition HE.19.803), 48 S.

### Lehrbücher und Nachschlagewerke
- Hermann Stern: Bibeltextvertonungen. Liturgischer Chordienst; Neuhausen-Stuttgart 1972
- Hermann Stern (Hrsg.): Leitfaden zur Grundausbildung in der evangelischen Kirchenmusik; Stuttgart-Neuhausen 1969; ISBN 3-7751-0022-9

### Editionen
- Herbert Nitsche und Hermann Stern (Hrsg.): Melchior Vulpius. Deutsche sonntägliche Evangelien-Sprüche von Advent bis Trinitatis 1612, Stuttgart-Hohenheim 1960 (Geistliche Chormusik II, Die junge Kantorei 12)
- Herbert Nitsche und Hermann Stern (Hrsg.): Andreas Raselius. Deutsche sonntägliche Evangelien-Sprüche, in: Chorwerke für alte Meister; Stuttgart-Hohenheim 1964

### Aufsätze
- Kirchenmusiker und Posaunenchor, in: Der Freund. Blatt für die schwäbische Evangelische Jungmannschaft (Stuttgart), 42. Jg. November 1938, S. 156.

### Vertonungen
- Danket dem Herrn (EG Pfalz / Baden-Elsass-Lothringen 599; EG Hessen 605)
- Der Herr ist mein Hirte (EG Bayern-Thüringen 595; EG Pfalz / Baden-Elsass-Lothringen 599; EG Nordelbien 575; EG Württemberg 599)
- Du gabst der Welt das Leben (EG Württemberg 668)
- Es segne und behüte uns (EG 174)
- Singet und spielet dem Herrn (EG Pfalz / Baden-Elsass-Lothringen 627; EG West / Reformiert 642)